# 哈瑙府邸
哈瑙府邸（Hôtel de Hanau，德语：Hanauer Hof）又名市政厅（Hotel de Ville），是法国下莱茵省斯特拉斯堡的一座历史建筑，位于市中心大岛的布罗伊广场（Place Broglie），1921年列为法国历史遗迹。

## 历史
哈瑙府邸位于最初由神圣罗马帝国哈瑙-利希滕堡县统治者拥有的土地上。目前的建筑是一座典型的贵族府邸，有一个大门、一个大庭院和两个华丽的立面，1728年由哈瑙-利希滕堡末代伯爵约翰•莱因哈德三世委托興建，建于1731年至1736年，由几乎同时建造的罗昂宫（Palais Rohan）的执行建筑师约瑟夫•马索尔（Joseph Massol）。1790年法国大革命后成为国有。
自1805年拿破仑第一次访问以来，这座建筑一直是斯特拉斯堡市的市政厅。它现在主要用于婚礼、官方招待会和宴会，而该市和斯特拉斯堡欧盟大都会的行政管理设于星光公园（Parc de l'Étoile，建于1973-76年）附近的“行政中心”（centre administratif）。除了欧洲遗产日等特殊日子外，市政厅不向游客开放。

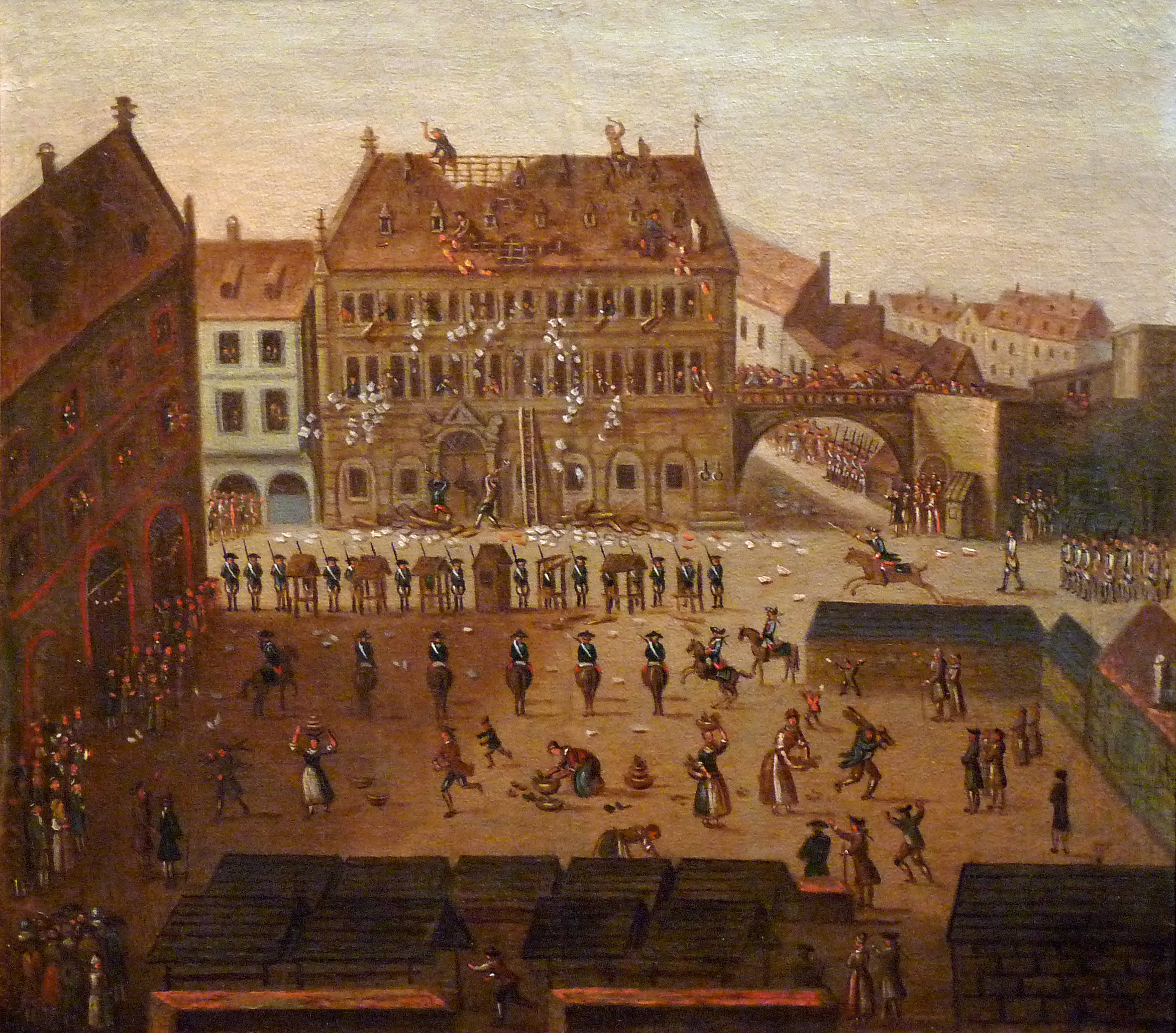
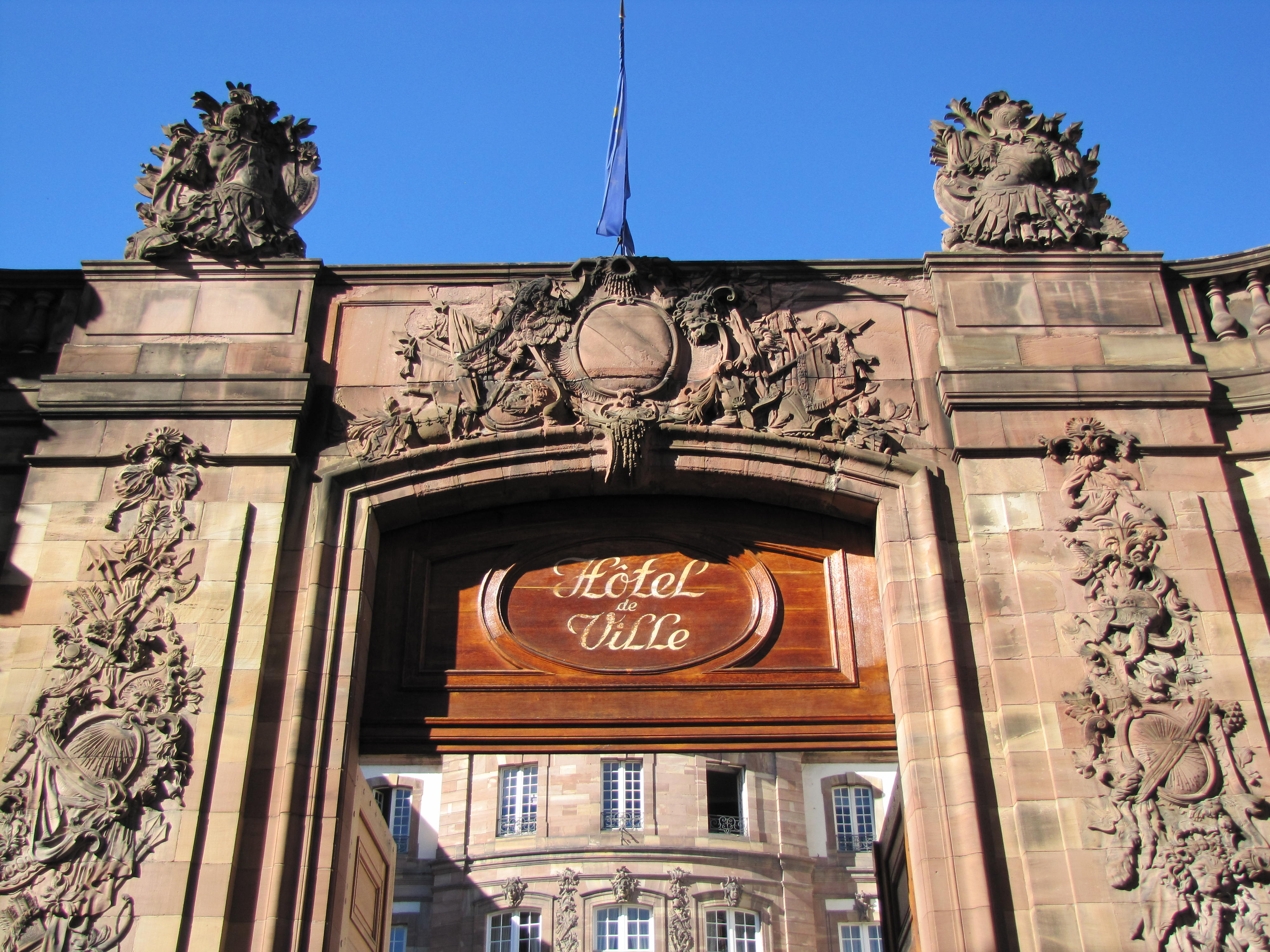
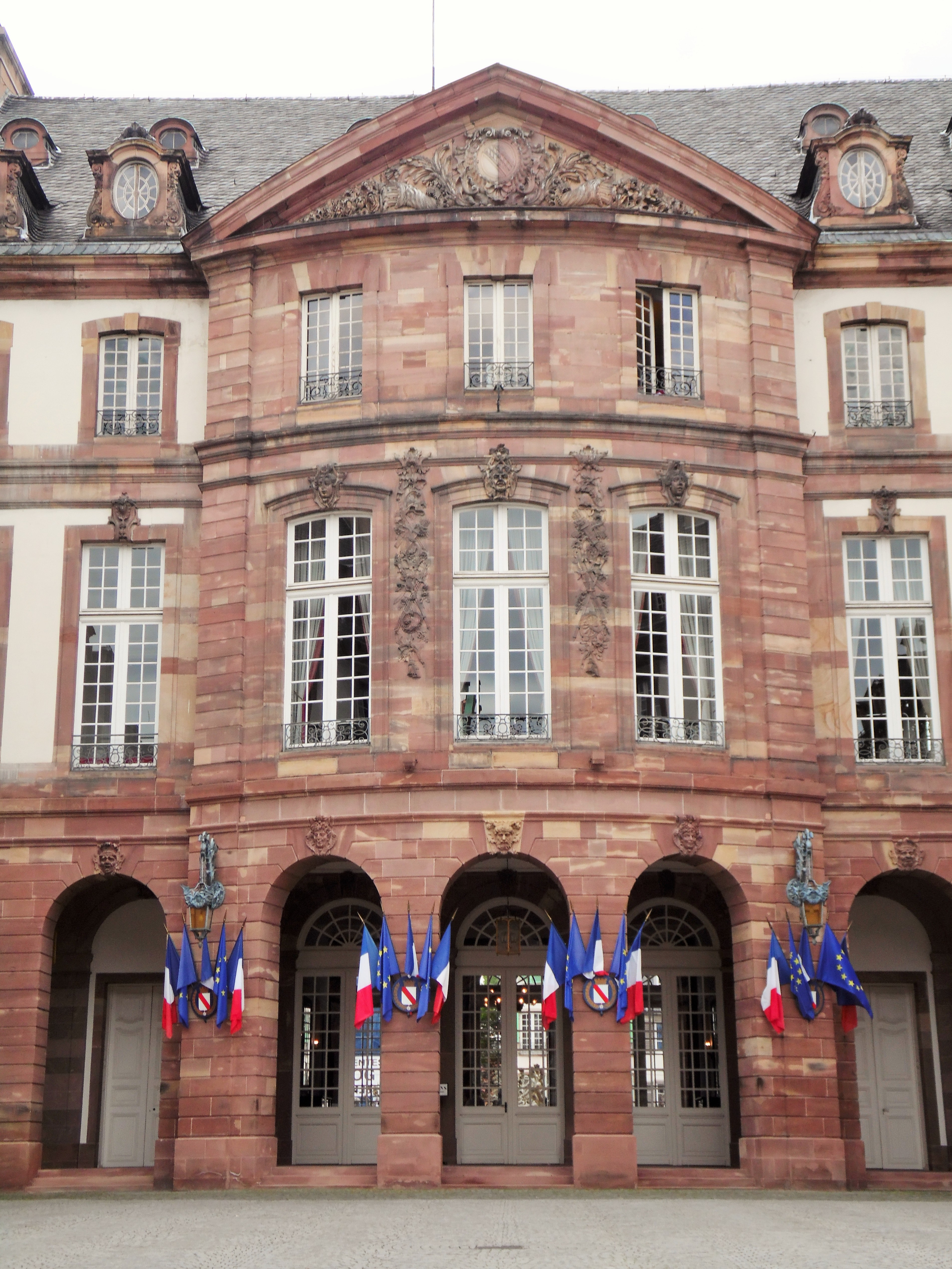
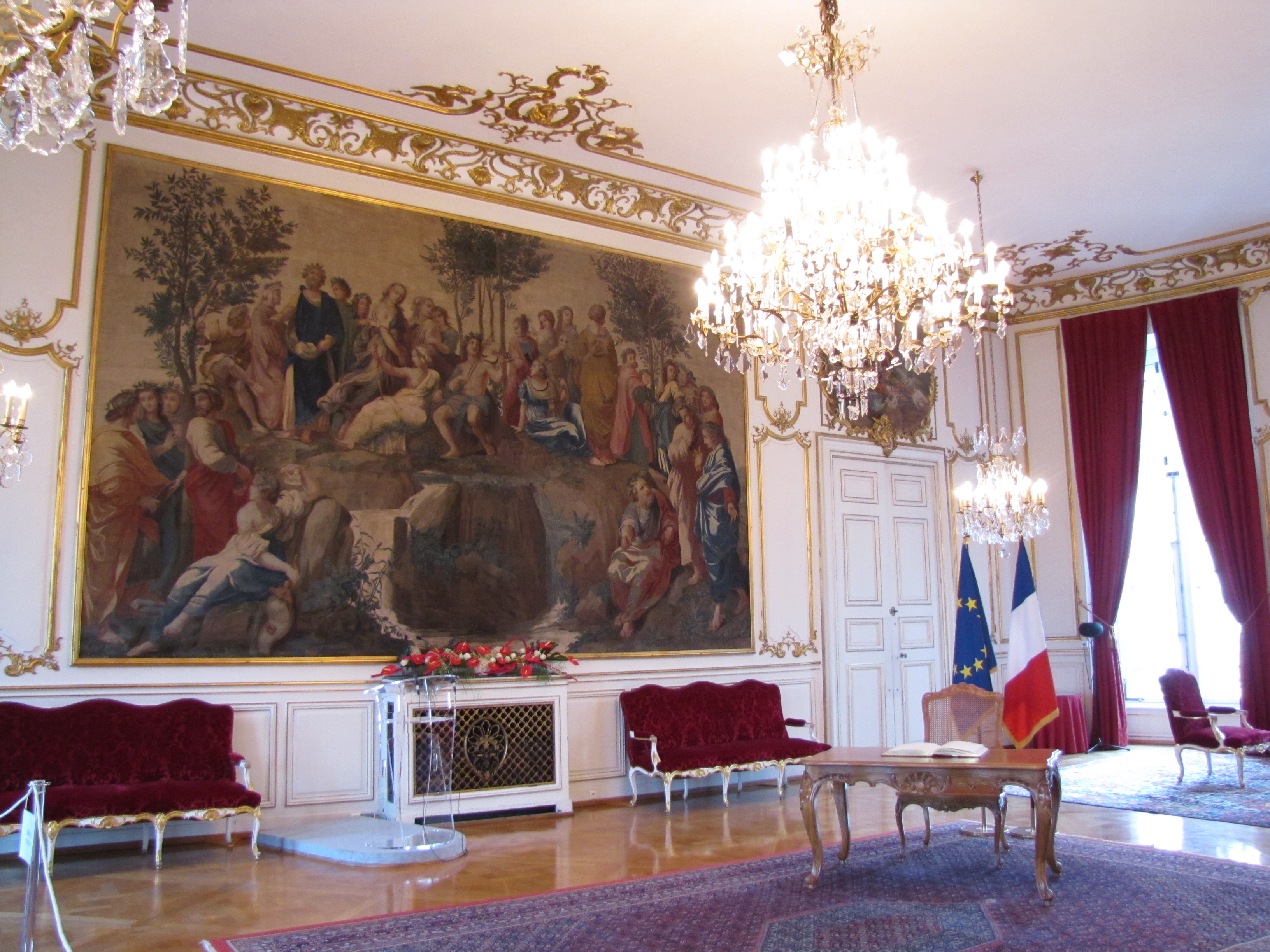
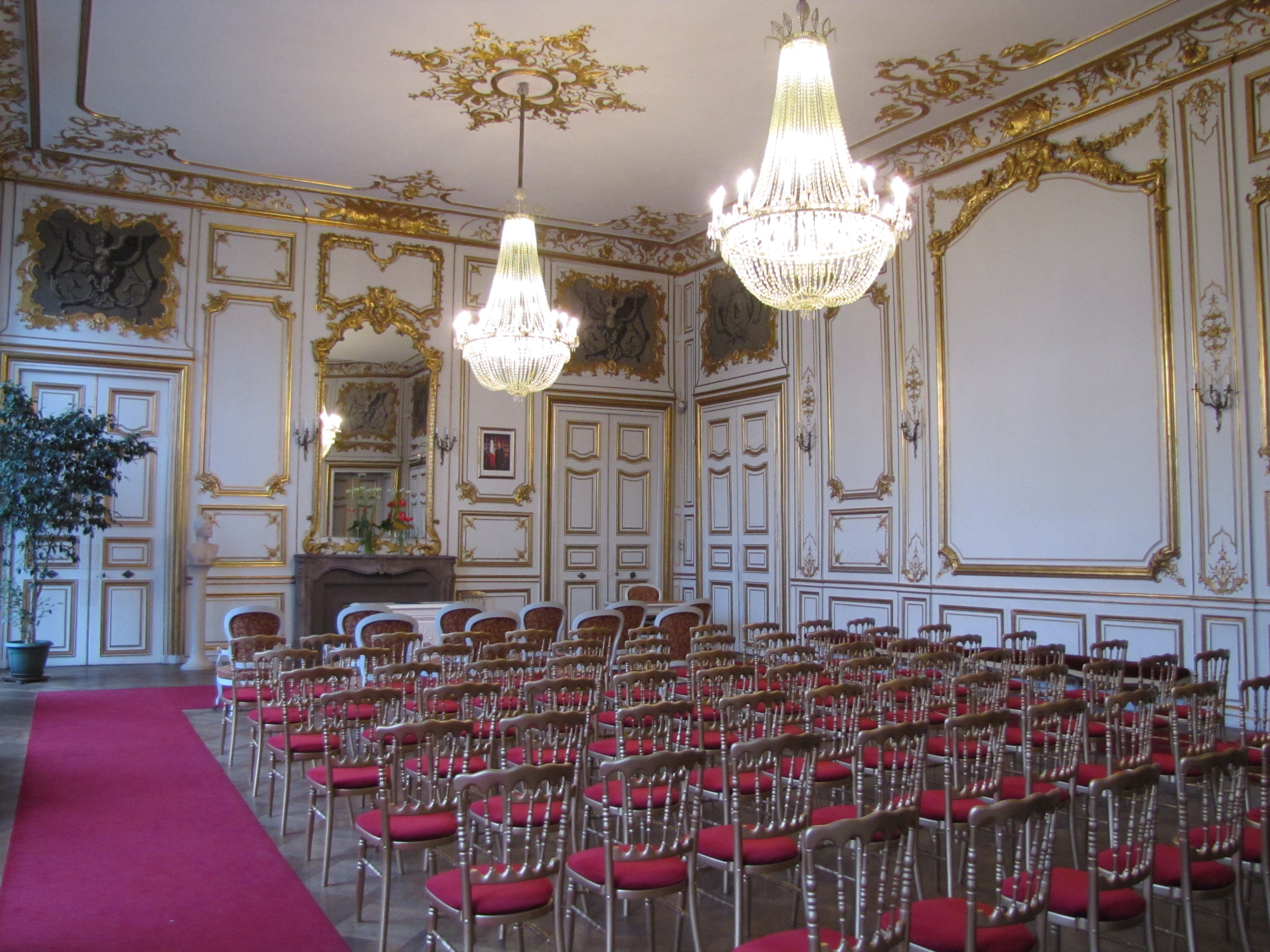